# Język maryjski
Język maryjski (nazwa własna: марий йылме), także język czeremiski – język z podgrupy wołżańskiej języków ugrofińskich.

## Występowanie
Maryjski jest narodowym językiem Czeremisów (Maryjczyków), zamieszkujących na wschodzie europejskiej części Rosji. Język maryjski jest językiem urzędowym w Republice Mari El (obok rosyjskiego), ponadto jego użytkownicy zamieszkują sąsiadujące z tą republiką inne rosyjskie jednostki polityczno-administracyjne: Tatarstan, Baszkirię, Udmurcję oraz obwody: kirowski, niżnonowogrodzki, orenburski, swierdłowski i Kraj Permski.

## Użytkownicy i dialekty
górski
     północno-zachodni
     łąkowy
     wschodni

Dialekty maryjskie:
górski
północno-zachodni
łąkowy
wschodni

Na obszarze występowanie języka maryjskiego wyróżnia się cztery dialekty:
- dialekt górski,
- dialekt północno-zachodni, stanowiący obszar przejściowy między dialektem górskim i łąkowym,
- dialekt łąkowy,
- dialekt wschodni, stanowiący kontynuację dialektu łąkowego.

Duże różnice między dialektem górskim i łąkowym, głównie w zakresie fonetyki i słownictwa, przyczyniły się do powstania dwóch standardów literackich, rozwijających się szczególnie wyraźnie od lat dwudziestych XX wieku, po powstaniu Maryjskiego Obwodu Autonomicznego.
W 2010 roku w Rosji język maryjski był używany przez ok. 388 tys. osób, z czego ok. 23 tys. przypadało na użytkowników dialektu górskiego.

## Standardy literackie
Występują w nim dwa standardy literackie: górnomaryjski (zachodniomaryjski) i wschodniomaryjski.

## Historia
Historia języka maryjskiego jest słabo poświadczona. Jest on kontynuacją hipotetycznego języka praugrofińskiego. Wykształcił się przed XIII w. na terenach leżących na zachód od obszarów obecnie zamieszkanych przez Maryjczyków. Na rozwój języka wpływ miały języki tureckie i słowiańskie. Piśmiennictwo istnieje od XVIII w.

## Alfabet

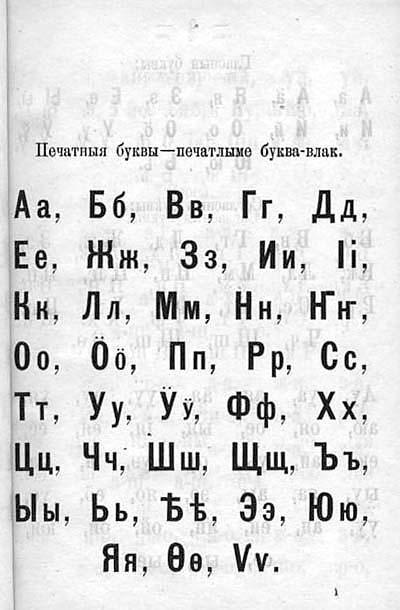
Alfabet języka maryjskiego (1887)

Alfabet maryjski jest oparty na rosyjskiej cyrylicy i składa się z 31 liter:
- а, б, в, г, д, е, ж, з, и, й, к, л, м, н, ҥ, о, ӧ, п, р, с, т, у, ӱ, ч, ш, ъ, ы, ь, э, ю, я.

Alfabet dialektu zachodniomaryjskiego posiada dodatkowo litery ӓ i ӹ, ale nie używa ҥ. W nowych zapożyczeniach występują ponadto pozostałe litery alfabetu rosyjskiego: ё, ф, х, ц i щ.
Twardy znak (ъ) występuje w wyrazach złożonych, żeby podtrzymać prejotowaną wymowę samogłosek е, ю i я na początku drugiego elementu złożenia, np.:
| лум [lum] ‘śnieg’  | еҥ [jeŋ] ‘człowiek’  | лумъеҥ [lumjeŋ] ‘bałwan’    |
| йыр [jər] ‘dokoła’ | юж [juʒ] ‘powietrze’ | йыръюж [jərjuʒ] ‘atmosfera’ |

Miękki znak (ь) jest używany po л i н, żeby wskazać miękką wymowę tych spółgłosek na końcu wyrazu lub przed innymi literami niż е, и, ю i я, np.:
| кольмо | [koʎmo] | ‘łopata’   |
| шӱльӧ  | [ʃyʎø]  | ‘owies’    |
| тупынь | [tupəɲ] | ‘odwrotny’ |

Ponadto twardy znak i miękki znak występują w rosyjskich zapożyczeniach, które z reguły są wymawiane jak w języku rosyjskim.

## Wymowa

### Samogłoski
W języku maryjskim nie występują dwugłoski ani nie ma kategorii iloczasu samogłosek.
|         | przednie | środkowe | tylne |
| ------- | -------- | -------- | ----- |
| wysokie | i y      |          | u     |
| średnie | e ø      | ə        | o     |
| niskie  |          | a        |       |

Ze względu na stopień zaokrąglenia ust samogłoski dzieli się tradycyjnie na:
- płaskie: [i], [e], [ə], [a],
- zaokrąglone: [y], [u], [ø], [o].

Nowsze badania sugerują jednak, że jedynie [i] jest płaskie, a [y] i [o] są zaokrąglone, podczas gdy pozostałe samogłoski ([u], [e], [ø], [ə], [a]) są częściowo zaokrąglone, przy czym ich stopień zaokrąglenia zmienia się pod wpływem sąsiednich głosek.

### Spółgłoski
|                    | wargowe | przednio- językowe | środkowo- językowe | tylno- językowe |
| ------------------ | ------- | ------------------ | ------------------ | --------------- |
| zwarte             | p b     | t d                |                    | k ɡ             |
| zwarto-szczelinowe |         |                    | ʨ                  |                 |
| szczelinowe        | v       | s z                | ʃ ʒ                |                 |
| nosowe             | m       | n                  | ɲ                  | ŋ               |
| drżące             |         | r                  |                    |                 |
| boczne             |         | l                  | ʎ                  |                 |
| półsamogłoski      |         |                    | j                  |                 |

### Redukcja samogłosek
Centralna samogłoska [ə] jest zredukowana w każdej sylabie. Samogłoski średnie [e], [ø] i [o] ulegają redukcji w wygłosie wyrazu, a ich wymowa przechodzi wówczas w [ə]; w pozostałych pozycjach w wyrazie nie ulegają redukcji.

### Akcent
Akcent wyrazowy pada na ostatnią sylabę wyrazu zawierającą pełną (niezredukowaną) samogłoskę. Jeśli wyraz zawiera wyłącznie zredukowane samogłoski, akcent pada na pierwszą sylabę.

## Gramatyka

### Rzeczowniki
Deklinacja w języku maryjskim obejmuje dziewięć przypadków:
- nominativus (mianownik)
- accusativus (biernik)
- genetivus (dopełniacz)
- dativus (celownik)
- comparativus
- comitativus
- inessivus
- illativus
- lativus

Poniżej jest odmiana czterech rzeczowników: ола ‘miasto’ i ача ‘ojciec’ jako przykłady rzeczowników zakończonych samogłoską oraz пӧрт ‘dom’ i йолташ ‘przyjaciel’ jako przykłady rzeczowników zakończonych spółgłoską – ten podział jest podstawą wyróżnienia dwóch głównych typów deklinacji. Dodatkowo ача i йолташ to przykłady rzeczowników żywotnych, które w przeciwieństwie do rzeczowników nieżywotnych (jak ола i пӧрт) z reguły nie występują w trzech przypadkach lokatywnych.
| nom  | ола    | ача    | пӧрт     | йолташ    |
| acc  | олам   | ачам   | пӧртым   | йолташым  |
| gen  | олан   | ачан   | пӧртын   | йолташын  |
| dat  | олалан | ачалан | пӧртлан  | йолташлан |
| comp | олала  | ачала  | пӧртла   | йолташла  |
| com  | олаге  | ачаге  | пӧртге   | йолташге  |
| ine  | олаште | —      | пӧртыштӧ | —         |
| ill  | олашке | —      | пӧртышкӧ | —         |
| lat  | олаш   | —      | пӧртеш   | —         |

### Zaimki osobowe
W przeciwieństwie do większości rzeczowników zaimki osobowe odmieniają się tylko przez cztery przypadki. Pozostałe funkcje składniowe są wyrażane połączeniami z poimkami.
| liczba pojedyncza | liczba pojedyncza | liczba pojedyncza | liczba pojedyncza   |
| ----------------- | ----------------- | ----------------- | ------------------- |
| M.                | мый ‘ja’          | тый ‘ty’          | тудо ‘on, ona, ono’ |
| B.                | мыйым             | тыйым             | тудым               |
| D.                | мыйын             | тыйын             | тудын               |
| C.                | мыланем           | тыланет           | тудлан              |
| liczba mnoga      |                   |                   |                     |
| M.                | ме ‘my’           | те ‘wy’           | нуно ‘oni, one’     |
| B.                | мемнам            | тендам            | нуным               |
| D.                | мемнан            | тендан            | нунын               |
| C.                | мыланна           | тыланда           | нунылан             |

### Przymiotniki
Wykładnikiem stopnia wyższego przymiotników jest końcówka -рак, np.:
| stopień równy | stopień równy | stopień wyższy | stopień wyższy |
| ------------- | ------------- | -------------- | -------------- |
| изи           | mały          | изирак         | mniejszy       |
| кугу          | duży          | кугырак        | większy        |
| мотор         | piękny        | моторрак       | piękniejszy    |

Wykładnikiem stopnia najwyższego przymiotników jest przysłówek эн ‘najbardziej’, np.:
| stopień równy | stopień równy | stopień najwyższy | stopień najwyższy |
| ------------- | ------------- | ----------------- | ----------------- |
| изи           | mały          | эн изи            | najmniejszy       |
| кугу          | duży          | эн кугу           | największy        |
| мотор         | piękny        | эн мотор          | najpiękniejszy    |

### Liczebniki główne
| jedności | jedności | jedności | 11–19 | 11–19     | 11–19      | dziesiątki | dziesiątki | setki | setki      |
| -------- | -------- | -------- | ----- | --------- | ---------- | ---------- | ---------- | ----- | ---------- |
| 1        | ик       | икте     | 11    | латик     | латикте    | 10         | лу         | 100   | шӱдӧ       |
| 2        | кок      | кокыт    | 12    | латкок    | латкокыт   | 20         | коло       | 200   | кокшӱдӧ    |
| 3        | кум      | кумыт    | 13    | латкум    | латкумыт   | 30         | кумло      | 300   | кумшӱдӧ    |
| 4        | ныл      | нылыт    | 14    | латныл    | латнылыт   | 40         | нылле      | 400   | нылшӱдӧ    |
| 5        | вич      | визыт    | 15    | латвич    | латвизыт   | 50         | витле      | 500   | вичшӱдӧ    |
| 6        | куд      | кудыт    | 16    | латкуд    | латкудыт   | 60         | кудло      | 600   | кудшӱдӧ    |
| 7        | шым      | шымыт    | 17    | латшым    | латшымыт   | 70         | шымле      | 700   | шымшӱдӧ    |
| 8        | кандаш   | кандаше  | 18    | латкандаш | латкандаше | 80         | кандашле   | 800   | кандашшӱдӧ |
| 9        | индеш    | индеше   | 19    | латиндеш  | латиндеше  | 90         | индешле    | 900   | индешшӱдӧ  |

Liczebniki 1–9 mają po dwa warianty: krótsza forma jest używana w grupie rzeczownikowej, a dłuższa – samodzielnie. Dotyczy to również liczebników złożonych, które w miejscu jedności mają któryś z liczebników 1–9, np.:
| 11 | латик lub латикте         |
| 22 | коло кок lub коло кокыт   |
| 33 | кумло кум lub кумло кумыт |

### Liczebniki porządkowe
Liczebniki porządkowe są tworzone na podstawie liczebników głównych przy pomocy przyrostka -ымше/ -ымшо.
| jedności | jedności   | 11–19 | 11–19         | dziesiątki | dziesiątki  | setki | setki         |
| -------- | ---------- | ----- | ------------- | ---------- | ----------- | ----- | ------------- |
| 1        | икымше     | 11    | латикымше     | 10         | луымшо      | 100   | шӱдымшӧ       |
| 2        | кокымшо    | 12    | латкокымшо    | 20         | колымшо     | 200   | кокшӱдымшӧ    |
| 3        | кумшо      | 13    | латкумшо      | 30         | кумлымшо    | 300   | кумшӱдымшӧ    |
| 4        | нылымше    | 14    | латнылымше    | 40         | ныллымше    | 400   | нылшӱдымшӧ    |
| 5        | визымше    | 15    | латвизымше    | 50         | витлымше    | 500   | вичшӱдымшӧ    |
| 6        | кудымшо    | 16    | латкудымшо    | 60         | кудлымшо    | 600   | кудшӱдымшӧ    |
| 7        | шымше      | 17    | латшымше      | 70         | шымлымше    | 700   | шымшӱдымшӧ    |
| 8        | кандашымше | 18    | латкандашымше | 80         | кандашлымше | 800   | кандашшӱдымшӧ |
| 9        | индешымше  | 19    | латиндешымше  | 90         | индешлымше  | 900   | индешшӱдымшӧ  |

### Czasowniki
Czasowniki w trybie oznajmującym odmieniają się przez trzy czasy proste: teraźniejszy, przeszły 1 i przeszły 2. Dwa pozostałe tryby, wolitywny i rozkazujący, nie mają opozycji czasowych.

#### Bezokolicznik
Czasowniki w bezokoliczniku są zakończone na -аш, np.:
| малаш  | spać  |
| кочкаш | jeść  |
| возаш  | pisać |

#### Czas teraźniejszy
Czasowniki odmieniają się według dwóch typów koniugacji: „ам” i „ем”. Poniżej czasowniki кочкаш 'jeść' i малаш 'spać' ilustrują odmianę w czasie teraźniejszym. Formy przeczące są tworzone analitycznie i podobnie jak np. w języku fińskim składają się z posiłkowego czasownika przeczącego, odmiennego przez osoby i liczby, oraz formy tematycznej głównego czasownika.
| koniugacja „ам”   | koniugacja „ам”   | koniugacja „ем”   | koniugacja „ем”   |
| liczba pojedyncza | liczba pojedyncza | liczba pojedyncza | liczba pojedyncza |
| ----------------- | ----------------- | ----------------- | ----------------- |
| 1                 | кочкам            | 1                 | малем             |
| 2                 | кочкат            | 2                 | малет             |
| 3                 | кочкеш            | 3                 | мала              |
| liczba mnoga      |                   |                   |                   |
| 1                 | кочкына           | 1                 | малена            |
| 2                 | кочкыда           | 2                 | маледа            |
| 3                 | кочкыт            | 3                 | малат             |

| koniugacja „ам”   | koniugacja „ам”   | koniugacja „ем”   | koniugacja „ем”   |
| liczba pojedyncza | liczba pojedyncza | liczba pojedyncza | liczba pojedyncza |
| ----------------- | ----------------- | ----------------- | ----------------- |
| 1                 | ом коч            | 1                 | ом мале           |
| 2                 | от коч            | 2                 | от мале           |
| 3                 | огеш коч          | 3                 | огеш мале         |
| liczba mnoga      |                   |                   |                   |
| 1                 | огына коч         | 1                 | огына мале        |
| 2                 | огыда коч         | 2                 | огыда мале        |
| 3                 | огыт коч          | 3                 | огыт мале         |

#### Czas przeszły 1
Poniżej czasowniki кочкаш 'jeść' i малаш 'spać' ilustrują odmianę w czasie przeszłym 1. Podobnie jak w czasie teraźniejszym formy przeczące w czasie przeszłym również składają się z posiłkowego czasownika przeczącego oraz formy tematycznej głównego czasownika.
Czas przeszły 1 jest używany do opisania czynności, których mówiący był świadkiem lub które wydarzyły się względnie niedawno chwili mówienia i mają jakiś związek z teraźniejszością.
| koniugacja „ам”   | koniugacja „ам”   | koniugacja „ем”   | koniugacja „ем”   |
| liczba pojedyncza | liczba pojedyncza | liczba pojedyncza | liczba pojedyncza |
| ----------------- | ----------------- | ----------------- | ----------------- |
| 1                 | кочкым            | 1                 | малышым           |
| 2                 | кочкыч            | 2                 | малышыч           |
| 3                 | кочко             | 3                 | малыш             |
| liczba mnoga      |                   |                   |                   |
| 1                 | кочна             | 1                 | малышна           |
| 2                 | кочда             | 2                 | малышда           |
| 3                 | кочкыч            | 3                 | малышт            |

| koniugacja „ам”   | koniugacja „ам”   | koniugacja „ем”   | koniugacja „ем”   |
| liczba pojedyncza | liczba pojedyncza | liczba pojedyncza | liczba pojedyncza |
| ----------------- | ----------------- | ----------------- | ----------------- |
| 1                 | шым коч           | 1                 | шым мале          |
| 2                 | шыч коч           | 2                 | шыч мале          |
| 3                 | ыш коч            | 3                 | ыш мале           |
| liczba mnoga      |                   |                   |                   |
| 1                 | ышна коч          | 1                 | ышна мале         |
| 2                 | ышда коч          | 2                 | ышда мале         |
| 3                 | ышт коч           | 3                 | ышт мале          |

#### Czas przeszły 2
Poniżej czasowniki кочкаш 'jeść' i малаш 'spać' w czasie przeszłym 2. Przeczenie składa się z imiesłowu przysłówkowego (gerundium) i odpowiednich form czasownika przeczącego.
| koniugacja „ам”   | koniugacja „ам”   | koniugacja „ем”   | koniugacja „ем”   |
| liczba pojedyncza | liczba pojedyncza | liczba pojedyncza | liczba pojedyncza |
| ----------------- | ----------------- | ----------------- | ----------------- |
| 1                 | кочкынам          | 1                 | маленам           |
| 2                 | кочкынат          | 2                 | маленат           |
| 3                 | кочкын            | 3                 | мален             |
| liczba mnoga      |                   |                   |                   |
| 1                 | кочкынна          | 1                 | маленна           |
| 2                 | кочкында          | 2                 | маленда           |
| 3                 | кочкыныт          | 3                 | маленыт           |

| koniugacja „ам”   | koniugacja „ам”   | koniugacja „ем”   | koniugacja „ем”   |
| liczba pojedyncza | liczba pojedyncza | liczba pojedyncza | liczba pojedyncza |
| ----------------- | ----------------- | ----------------- | ----------------- |
| 1                 | кочкын омыл       | 1                 | мален омыл        |
| 2                 | кочкын отыл       | 2                 | мален отыл        |
| 3                 | кочкын огыл       | 3                 | мален огыл        |
| liczba mnoga      |                   |                   |                   |
| 1                 | кочкын огынал     | 1                 | мален огынал      |
| 2                 | кочкын огыдал     | 2                 | мален огыдал      |
| 3                 | кочкын огытыл     | 3                 | мален огытыл      |

#### Tryb wolitywny
Poniżej czasowniki кочкаш 'jeść' i малаш 'spać' w trybie wolitywnym, którego wykładnikiem jest afiks -не-. Przeczenie składa się z odpowiednich form posiłkowego czasownika przeczącego oraz formy tematycznej głównego czasownika.
Tryb wolitywny wyraża chęć, zamiar wykonania czynności.
| koniugacja „ам”   | koniugacja „ам”   | koniugacja „ем”   | koniugacja „ем”   |
| liczba pojedyncza | liczba pojedyncza | liczba pojedyncza | liczba pojedyncza |
| ----------------- | ----------------- | ----------------- | ----------------- |
| 1                 | кочнем            | 1                 | малынем           |
| 2                 | кочнет            | 2                 | малынет           |
| 3                 | кочнеже           | 3                 | малынеже          |
| liczba mnoga      |                   |                   |                   |
| 1                 | кочнена           | 1                 | малынена          |
| 2                 | кочнеда           | 2                 | малынеда          |
| 3                 | кочнешт           | 3                 | малынешт          |

| koniugacja „ам”   | koniugacja „ам”   | koniugacja „ем”   | koniugacja „ем”   |
| liczba pojedyncza | liczba pojedyncza | liczba pojedyncza | liczba pojedyncza |
| ----------------- | ----------------- | ----------------- | ----------------- |
| 1                 | ынем коч          | 1                 | ынем мале         |
| 2                 | ынет коч          | 2                 | ынет мале         |
| 3                 | ынеж коч          | 3                 | ынеж мале         |
| liczba mnoga      |                   |                   |                   |
| 1                 | ынена коч         | 1                 | ынена мале        |
| 2                 | ынеда коч         | 2                 | ынеда мале        |
| 3                 | ынешт коч         | 3                 | ынешт мале        |

#### Tryb rozkazujący
Poniżej czasowniki кочкаш 'jeść' i малаш 'spać' w trybie rozkazującym.
| koniugacja „ам”   | koniugacja „ам”   | koniugacja „ем”   | koniugacja „ем”   |
| liczba pojedyncza | liczba pojedyncza | liczba pojedyncza | liczba pojedyncza |
| ----------------- | ----------------- | ----------------- | ----------------- |
| 1                 | —                 | 1                 | —                 |
| 2                 | коч               | 2                 | мале              |
| 3                 | кочшо             | 3                 | малыже            |
| liczba mnoga      |                   |                   |                   |
| 1                 | —                 | 1                 | —                 |
| 2                 | кочса             | 2                 | малыза            |
| 3                 | кочкышт           | 3                 | малышт            |

| koniugacja „ам”   | koniugacja „ам”   | koniugacja „ем”   | koniugacja „ем”   |
| liczba pojedyncza | liczba pojedyncza | liczba pojedyncza | liczba pojedyncza |
| ----------------- | ----------------- | ----------------- | ----------------- |
| 1                 | —                 | 1                 | —                 |
| 2                 | ит коч            | 2                 | ит мале           |
| 3                 | ынже коч          | 3                 | ынже мале         |
| liczba mnoga      |                   |                   |                   |
| 1                 | —                 | 1                 | —                 |
| 2                 | ида коч           | 2                 | ида мале          |
| 3                 | ынышт коч         | 3                 | ынышт мале        |

## Słownictwo
Ogół słownictwa maryjskiego tworzą trzy warstwy leksykalne. Najstarsza warstwa to rodzime słownictwo, odziedziczone z czasów wspólnoty ugrofińskiej. Druga warstwa to dawne zapożyczenia z języków turkijskich, często w formie dostosowanej do systemu fonetycznego języka maryjskiego. Trzecia warstwa to w większości względnie niedawne zapożyczenia z języka rosyjskiego. Poniżej podano przykłady wyrazów poszczególnych grup słownictwa.
| język maryjski | język maryjski | w pokrewnych językach                |
| -------------- | -------------- | ------------------------------------ |
| вӱр            | krew           | fiń. veri, węg. vér                  |
| ий             | lód            | fiń. jää, płn.lap. jiekŋa, węg. jég  |
| йылме          | język          | płn.lap. njálbmi, węg. nyelv         |
| кид            | ręka           | fiń. käsi, węg. kéz                  |
| кол            | ryba           | fiń. kala, płn.lap. guolli, węg. hal |
| лум            | śnieg          | fiń. lumi                            |
| муно           | jajko          | fiń. muna, płn.lap. monni, węg. mony |
| у              | nowy           | fiń. uusi, płn.lap. ođđa, węg. új    |
| шинча          | oko            | fiń. silmä, węg. szem                |
| шыже           | jesień         | fiń. syksy, płn.lap. čakča, węg. ősz |

| język maryjski | język maryjski | w językach turkijskich |
| -------------- | -------------- | ---------------------- |
| арня           | tydzień        | czuw. эрне             |
| йот            | obcy           | czuw. ют               |
| кайык          | ptak           | czuw. кайӑк            |
| калык          | naród          | tat. халык             |
| ола            | miasto         | czuw. хула             |
| пагыт          | czas           | tat. вакыт             |
| пайрем         | święto         | tat. бәйрәм            |
| чевер          | piękny         | tat. чибәр             |
| шагат          | godzina        | tat. сәгат             |
| шӱдыр          | gwiazda        | czuw. ҫӑлтӑр           |

| język maryjski | język maryjski | w języku rosyjskim |
| -------------- | -------------- | ------------------ |
| автобус        | autobus        | ros. автобус       |
| вилке          | widelec        | ros. вилка         |
| географий      | geografia      | ros. география     |
| идей           | idea           | ros. идея          |
| минут          | minuta         | ros. минута        |
| рынке          | rynek          | ros. рынок         |
| саботироватлаш | sabotować      | ros. саботировать  |
| спичке         | zapałka        | ros. спичка        |
| числа          | liczba         | ros. число         |
| штор           | zasłona        | ros. штора         |